# Ivan Iljin
Ivan Aleksandrovitj Iljin, född 28 mars 1883 i Moskva, död 21 december 1954 i Zürich, var en rysk politisk och religiös filosof.

## Biografi
Iljin föddes i en aristokratisk familj och drogs inledningsvis till mensjevikerna i det förrevolutionära Ryssland. Han studerade filosofi och han var bland annat influerad av Sigmund Freud, Edmund Husserl och Georg Simmel. 1918 tog han doktorsexamen i filosofi vid universitetet i Petrograd. Efter hand började han komma på kant med den nya sovjetstaten och landsförvisades tillsammans med 200 andra intellektuella till Tyskland 1922.
I Tyskland påverkades Iljin av den auktoritära högern och skrev flera skrifter med fascistiskt och antisemitiskt innehåll. Han gratulerade Hitler vid dennes maktövertagande 1933 och fick strax därefter anställning på Goebbels propagandaministerium. 1938 förvisades han till Schweiz av nazisterna och tillbringade kriget i landsflykt. Efter Nazitysklands nederlag 1945 förklarade han sig vara besviken på Hitler och drogs istället till Francos diktatur i Spanien.
Efter kommunismens fall i Ryssland har Iljins idéer åter blivit populära. 2005 flyttades hans stoft till Donskoj kloster i Moskva och hans samlade verk har givits ut i 40 volymer. Vladimir Putin har vid ett flertal tillfällen citerat Iljin som en inspiration.